# Sacra conversazione

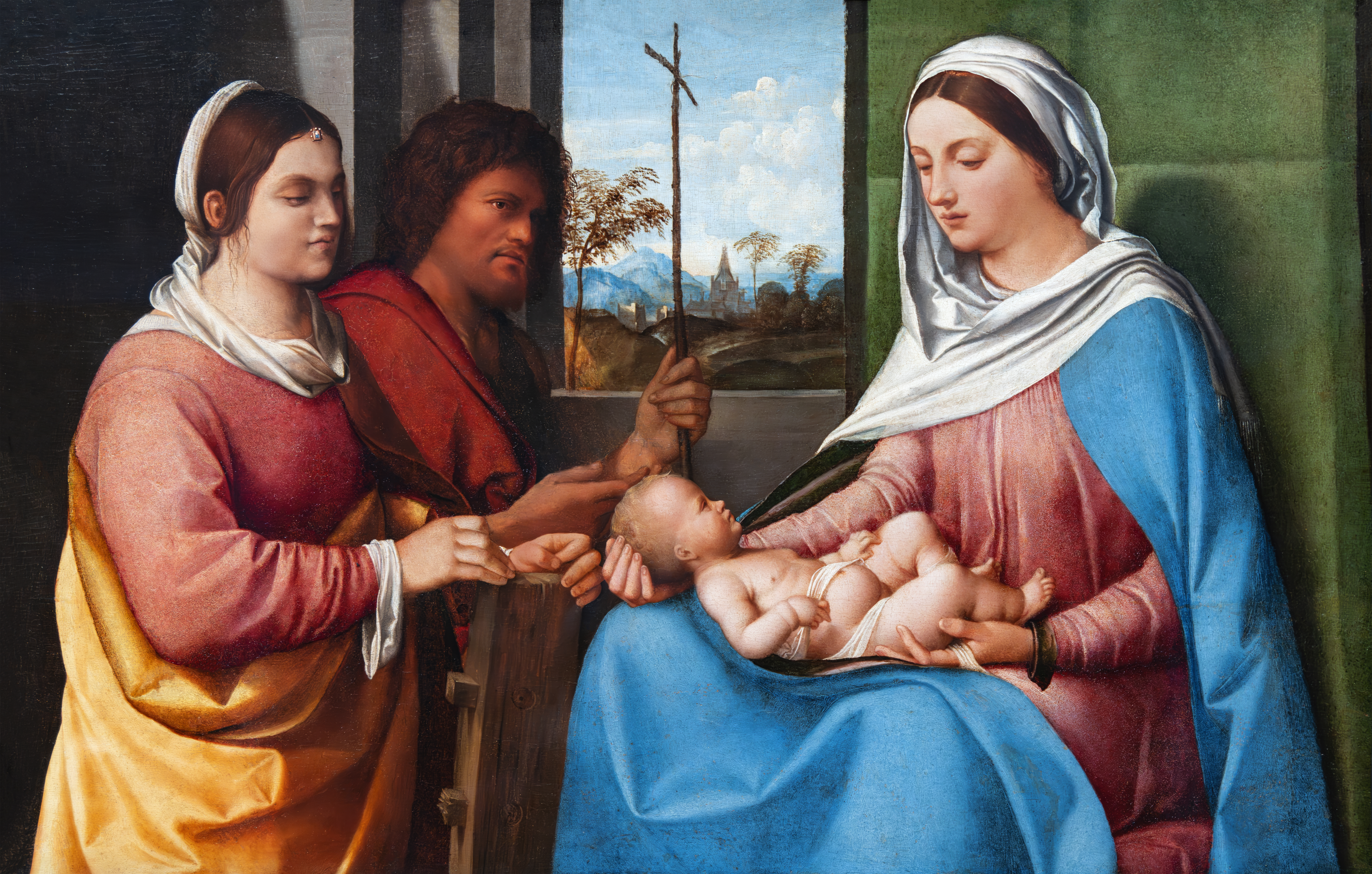
Sacra conversazione, målning av Giorgione (cirka 1505).

Sacra conversazione (italienska, ’heligt samtal’) kallas ett motiv inom konsten som skildrar Jungfru Maria och Jesusbarnet med helgon, framställda på ett sådant sätt att de upptar ett enda bildrum.